# Brachystegia bakeriana
Brachystegia bakeriana Hutch. & Burtt Davy è una pianta della famiglia delle Fabacee (sottofamiglia Detarioideae), diffusa in Angola e Zambia.